# Xã Wyaconda, Quận Clark, Missouri
Xã Wyaconda (tiếng Anh: Wyaconda Township) là một xã thuộc quận Clark, tiểu bang Missouri, Hoa Kỳ. Năm 2010, dân số của xã này là 571 người.